# Сурава (река)

Сурава — река в России, протекает в Тамбовской области. Правый приток реки Челновая.

## География
Река Сурава берёт начало в Тамбовском районе. Течёт в северном направлении по открытой местности через одноимённое село Сурава. На реке образовано несколько прудов. Устье реки находится напротив села Челнаво-Рождественское в 72 км по правому берегу реки Челновая. Длина реки Сурава составляет 24 км. 

## Данные водного реестра
По данным государственного водного реестра России относится к Окскому бассейновому округу, водохозяйственный участок реки — Цна от города Тамбов и до устья, речной подбассейн реки — Мокша. Речной бассейн реки — Ока.
По данным геоинформационной системы водохозяйственного районирования территории РФ, подготовленной Федеральным агентством водных ресурсов:
- Код водного объекта в государственном водном реестре — 09010200312110000029010
- Код по гидрологической изученности (ГИ) — 110002901
- Код бассейна — 09.01.02.003
- Номер тома по ГИ — 10
- Выпуск по ГИ — 0